# 道の駅天城越え
道の駅天城越え（みちのえき あまぎごえ）は、静岡県伊豆市にある国道414号の道の駅である。

## 沿革
- 1998年（平成10年）4月17日 - 道の駅に登録される。
- 2015年（平成27年）1月30日 - 伊豆道の駅ネットワークとして近隣の道の駅8駅とともに「伊豆半島の特色ある「道の駅」が連携しブランド化」を理由に重点道の駅に選定される[1]。

## 施設

### 昭和の森会館
- 伊豆近代文学博物館
  - 井上靖旧邸
- 森の情報館

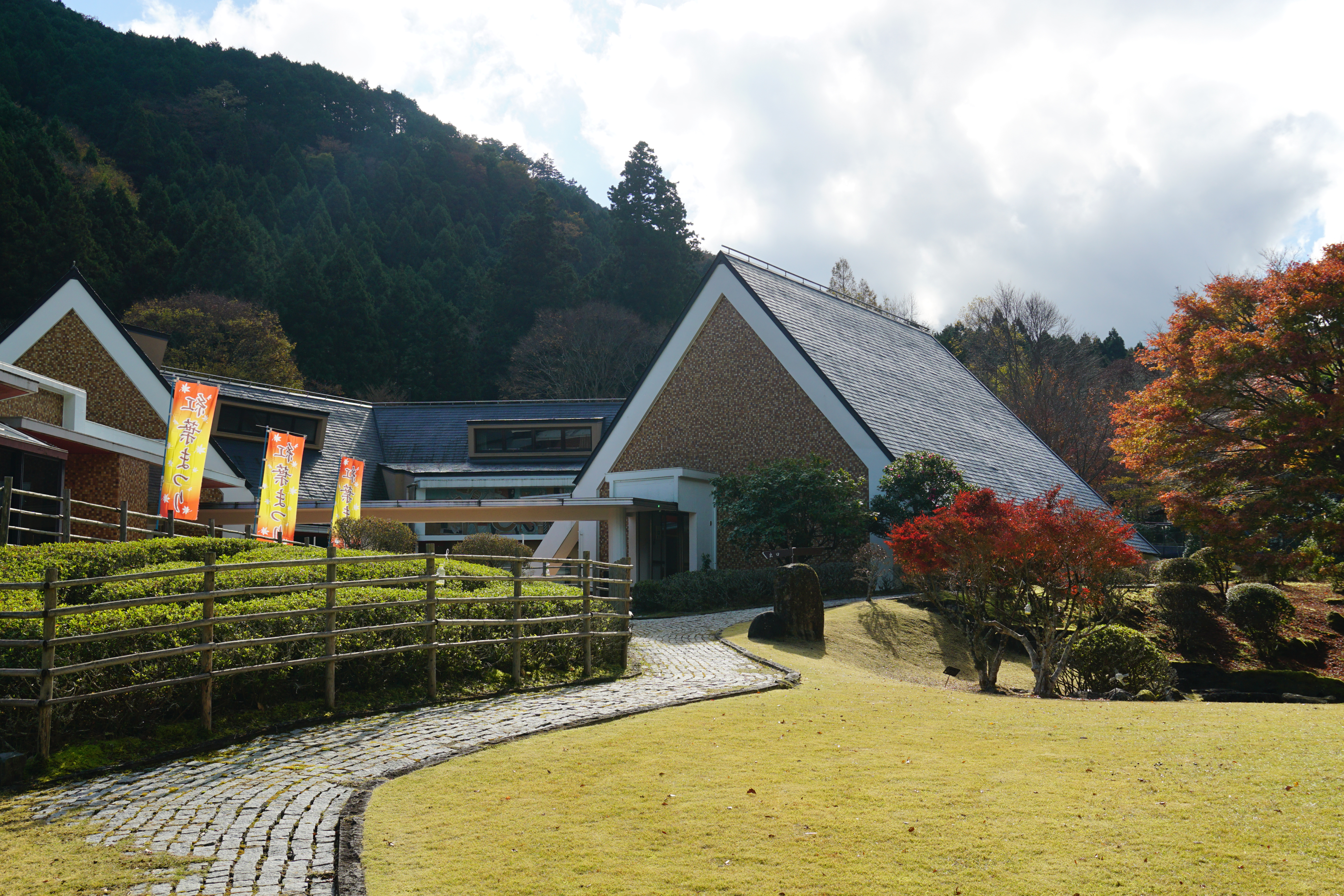
伊豆近代文学博物館

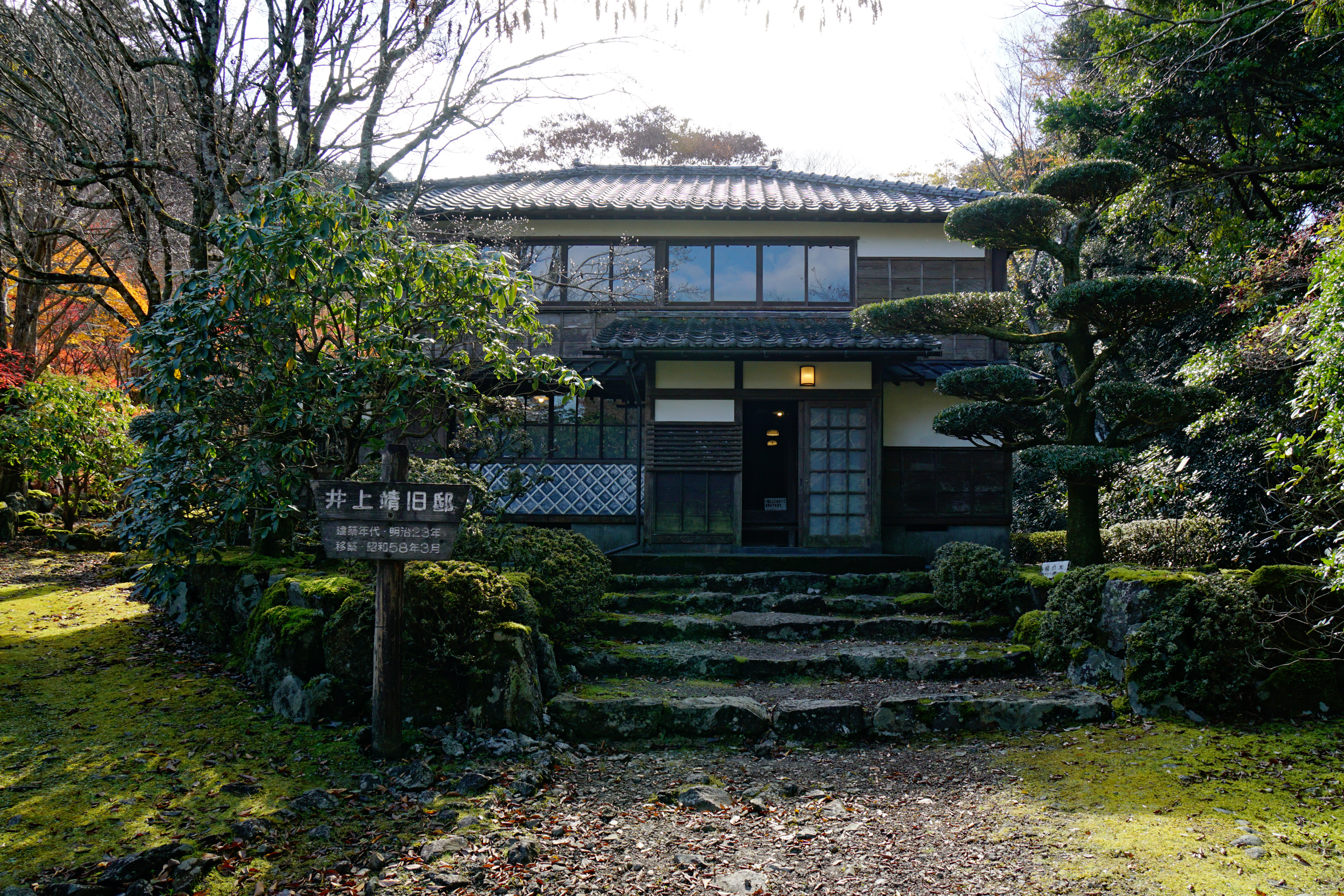
井上靖旧邸

- 伊豆半島ジオパーク天城ビジターセンター紹介コーナー

### 山のレストラン 緑の森
- 緑の森（お土産店）
- 山のレストラン緑の森
- 観光案内コーナー
- トイレ

### 天城わさびの里
- 売店
- わさび加工体験施設

### たけのこかあさんの店
- 売店

### 駐車場
- 普通車：200台
- 大型車：9台
- 身障者用 : 6台
- トイレ

## 休館日
- 第3水曜日

## アクセス
- 修善寺駅からバスで40分、「昭和の森会館」バス停下車すぐ
- 国道414号

## 近隣観光スポット
- 浄蓮の滝
- 天城山隧道